# Approximation quasi-géostrophique
L’approximation  quasi-géostrophique réfère une approximation du mouvement atmosphérique ou océanique lorsque la force de Coriolis et celle du gradient de pression atmosphérique horizontale sont presque à l'équilibre. Elle sert à un calcul réaliste du mouvement des particules au-dessus de la couche limite qui subissent une accélération, contrairement à l'équilibre géostrophique où ces forces sont en équilibre.
L’approximation géostrophique sert à calculer les équations primitives atmosphériques et celles en eau peu profonde lorsque, : le nombre de Rossby (R0) est petit, la variation du facteur de Coriolis (𝛽𝐿) est faible et les fluctuations de densité du fluide ({\displaystyle \scriptstyle \delta \rho )} sont faibles.

## Principe
La circulation atmosphérique et la circulation océanique des latitudes moyennes est le résultat de la répartition horizontale et verticale de pression et de température. L’atmosphère et l'océan tentent de se maintenir ainsi à l’équilibre géostrophique dans l'horizontale et à l’équilibre hydrostatique dans la verticale. Si le vent, ou le courant, est soumis à une accélération, il y aura création d’instabilité barocline et création d'une composante agéostrophique (non géostrophique). 
Cette instabilité est souvent générée dans l'atmosphère par la présence du cœur du courant-jet en altitude. Le déséquilibre est particulièrement important pour le développement et l’évolution des systèmes météorologiques aux latitudes moyennes, car il est associé à la convergence/divergence du vent à différents niveaux dans la colonne d'air. La circulation induite par la composante agéostrophique du vent tente de rétablir les équilibres géostrophiques et hydrostatiques en induisant un mouvement de l’air vertical.
Les mouvements atmosphériques ou océaniques se produisent à différentes échelles. La circulation générale de ces deux fluides est cependant à une beaucoup plus grande échelle horizontale (L) que verticale. Dans ce cas, l'inertie (sa vitesse v) des particules de fluide est beaucoup plus petite en général que le changement de la force de Coriolis sur la longueur caractéristique L d'où un R0 (nombre Rossby) faible :
{\displaystyle R_{0}={\frac {v}{f\,L_{c}}}}
avec :
- v - vitesse [m/s],
- f - paramètre de Coriolis [s-1],
- Lc - longueur caractéristique [m].

La théorie quasi-géostrophique est basée sur des suppositions qui permettrons de réécrire l’équation thermodynamique, l’équation du tourbillon et l’équation de continuité des équations primitives atmosphériques en termes des vents géostrophiques et agéostrophiques. En tout, deux équations de bases seront développées afin de prédire l’évolution des systèmes météorologiques et de diagnostiquer le mouvement vertical de l’air. L'équivalent est vrai pour l'eau dans les océans.

### Dimensions caractéristiques d'utilisation
L'approximation quasi-géostropique n'est applicable que si 𝑅𝑜 ≪ 1. Ceci implique que « 𝑓 𝐿c » doit être très grand par rapport à la vitesse des vents dans l'air ou du courant dans l'eau. Comme 𝑓 ∼ 10-4/s aux latitudes moyennes et la variation selon la latitude de 𝑓 (d𝑓/d𝑦) est 𝛽 ∼ 10-11/m⋅s aux latitudes moyennes, la longueur caractéristique dans l'atmosphère est 𝐿 ∼ 1000 km dans latitudes moyennes et 10 000 km dans les tropiques. Dans l’océan, l’échelle minimale est de 1 à 10 km . 